# Jailhouse
Jailhouse (deutsch: Gefängnis) war eine 1988 gegründete Rockband aus Los Angeles, die sich mit sozialen Themen auseinandersetzte.
Die drei Mitglieder Amir Derakh, Matt Thorr und Dave Alford stammten aus der Band Rough Cutt und übernahmen deren melodischen Hard-Rock-Stil, machten diesen allerdings poppiger. Thorr und Alford hatten bei Ratt gespielt. Danny Simon war Frontman bei Agent X und SOS.
Im Jahr 1989 wurde auf dem Label Restless Records die Live-EP Alive in a Mad World aus dem Roxy Club Hollywoods veröffentlicht. Das Album Jailhouse wurde im Jahr 1998 vom kanadischen Independent-Label DeRock Records veröffentlicht.

## Bandmitglieder
- Amir Derakh – Gitarre
- Matt Thorr – Bass
- David Alford – Schlagzeug
- Danny Simon – Gesang
- Michael Raphael – Gitarre

## Diskografie
- Alive in a Mad World (1989)
- Jailhouse (1998)